# Piloni (Roccastrada)
Piloni è una frazione del comune italiano di Roccastrada, nella provincia di Grosseto, in Toscana.

## Geografia fisica
Il paese è situato a nord del capoluogo comunale, non lontano dal confine con la provincia di Siena, a meno di due chilometri dall'adiacente borgo di Torniella, in un contesto ambientale protetto delle riserve naturali del Farma e della Pietra. Le colline tra Piloni e Torniella sono ricche di cave riolitiche.

## Storia
Emanuele Repetti, nel suo Dizionario geografico fisico storico della Toscana, sembra identificare Piloni con l'antico e distrutto castello di Montalto di Roccastrada. Scrive infatti il Repetti: «Esistono le rovine delle mura di questo castel di Montalto nel luogo denominato i Piloni». 
Di tale castello abbiamo la più antica attestazione in una bolla di papa Innocenzo III del 31 luglio 1207, con cui il pontefice ne rinnovava l'investitura a favore di Ildebrandino VIII degli Aldobrandeschi, conte di Sovana, in cambio del tributo annuo di una coppa di argento. 
Nel maggio del 1221, l'imperatore Federico II confermò ai conti di Sovana molti feudi, di cui sono specificati i vassalli e i subfeudatari, e fra di essi un Guido visconte di Montalto.
Distrutto il castello di Montalto, presumibilmente già durante l'assedio di Torniella del 1255, e persa ogni memoria di quello, fra il XVII e il XVIII secolo nello stesso luogo iniziarono a costruirsi le strutture abitative del villaggio di Piloni, come piccolo centro di pastori e taglialegna. 
Nel Catasto Leopoldino di inizio Ottocento era segnalato come agglomerato di pochissime unità e non si sviluppò mai prima del Novecento.
La sua funzione è stata quella di semplice villaggio di lavoratori legati soprattutto alle attività agricole e boschive e carbonifere in particolare e alla lavorazione della pietra. 
Il nome potrebbe essere l'accrescitivo di "pile", le grandi vasche di pietra per ricevere e trattenere l'acqua e finalizzate all'abbeveramento degli animali, in particolare dei cavalli di posta e di cui alcune sono ancora presenti nei boschi nei dintorni, sia da "pilastri", con riferimento ad eventuali poche superstiti strutture dell'antico castello di Montalto. 
Negli ultimi anni Piloni è stata popolata da immigrati della Bosnia e della Macedonia, che hanno raggiunto la località per trovarvi lavoro come tagliaboschi.

## Monumenti e luoghi d'interesse

### Architetture religiose

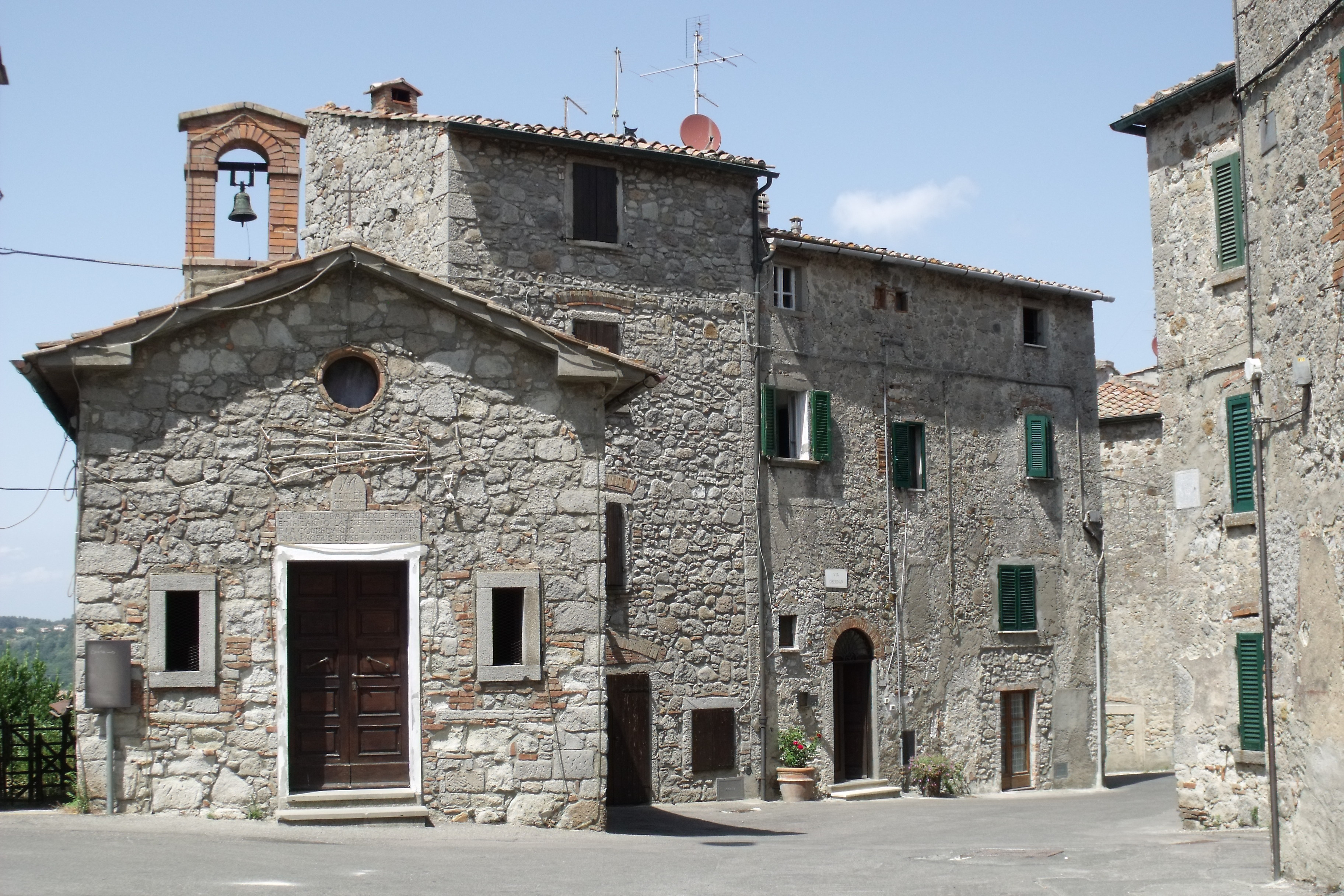
Facciata della chiesa di Santa Maria delle Grazie su piazza Roma

- Chiesa di Santa Maria delle Grazie, in piazza Roma, la piazza principale del borgo, eretta nel 1819 da Domenico Bartalucci e dai suoi fratelli, esponenti di una famiglia di agiati possidenti del luogo.

### Aree naturali
- Riserva naturale La Pietra.
- Riserva naturale Farma.

## Società

### Evoluzione demografica
Quella che segue è l'evoluzione demografica della frazione di Piloni.
| Anno | Abitanti |
| ---- | -------- |
| 1961 | 348      |
| 1981 | 192      |
| 1991 | 146      |
| 2001 | 152      |
| 2011 | 132      |

### Tradizioni e folclore
Il gioco della Palla 21, o Palla eh!, è un antico gioco popolare ancora conosciuto e praticato a Piloni. Durante la primavera e l'estate vi si svolge un torneo, in assenza di un campionato regolamentato ufficiale, a cui partecipano le squadre di altre località in cui si pratica ancora questo gioco, ovvero Torniella, Vetulonia e Tirli, in provincia di Grosseto, e Ciciano e Scalvaia, in provincia di Siena.

## Economia
A Piloni è nota sin dal 1892 la presenza di rilevanti giacimenti litici per l'estrazione del caolino, poi utilizzato per produrre ceramiche e porcellane. Il giacimento si trova nell'affioramento riolitico ad est del Monte Alto. Una prima descrizione del giacimento fu effettuata nel 1910. Attualmente la concessione per il caolino si estende su una superficie di 106 ettari.